# Louise Burgaard

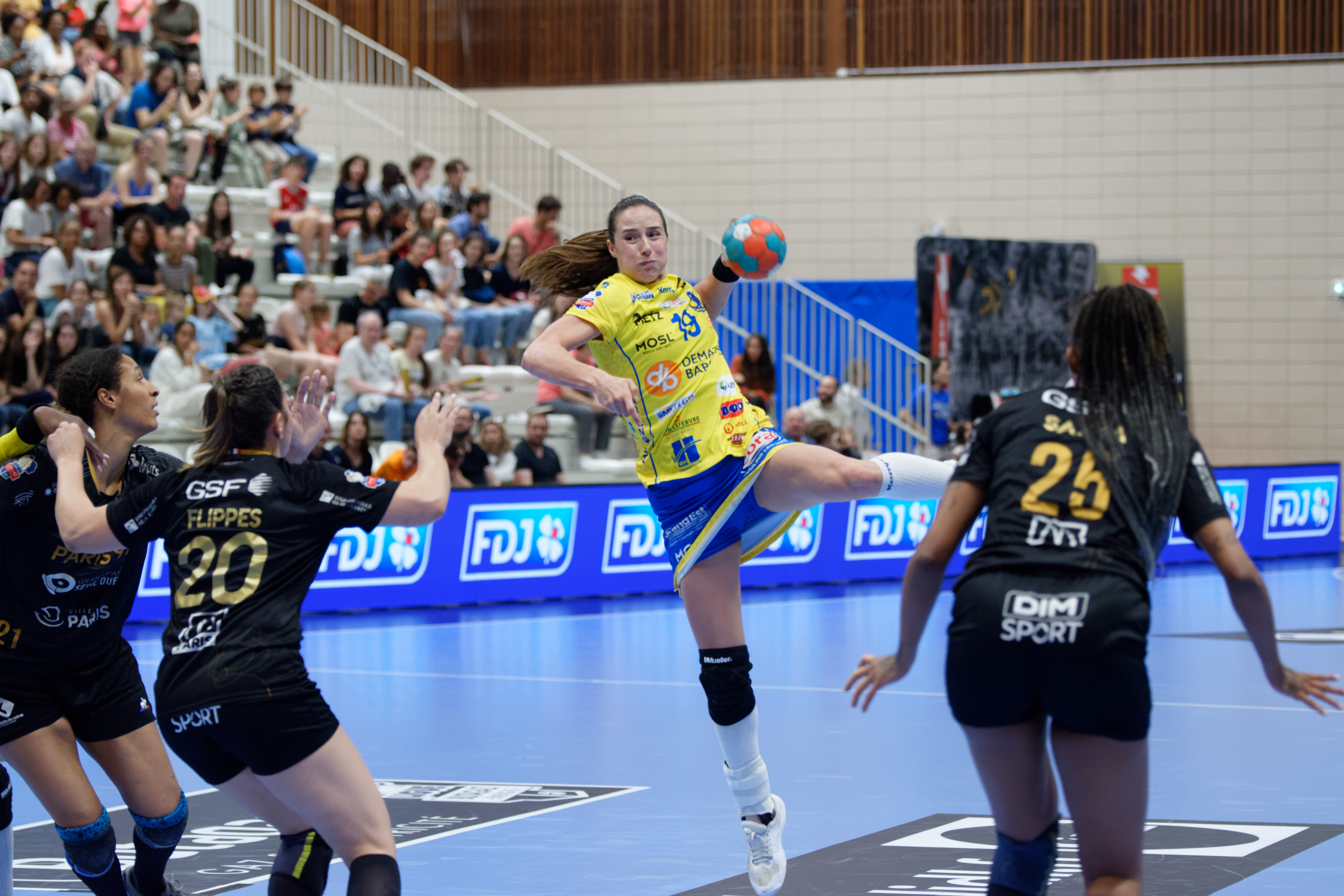
Tir en extension de Louise Burgaard lors de Paris_92/Metz Handball en mai 2022.

Louise Katharina Burgaard Madsen, née le 17 octobre 1992 à Esbjerg, est une handballeuse internationale danoise, évoluant au poste d'arrière droite.
Avec le Danemark, elle atteint notamment la 3e place du championnat du monde en 2013 en Serbie.

## Biographie

### Parcours en club
Louise Burgaard commence le handball à l'âge de cinq ans à Vinding SF. En 2006, elle rejoint le club du Fredericia HK. En 2010, Louise signe un contrat avec KIF Vejen, club avec lequel elle prend notamment part à la saison 2010-2011 de la Coupe EHF. En 2011, elle rejoint le Team Tvis Holstebro. En 2013, elle remporte la Coupe EHF en battant le Metz Handball en finale. Cette même saison, elle est élue meilleure arrière droite du championnat du Danemark.
À partir de la saison 2013-2014, elle s'engage avec le club de Viborg HK et remporte trois titres dès sa première année, le championnat du Danemark, la Coupe des vainqueurs de coupe et la coupe du Danemark. 
À compter de septembre 2015, c'est à Ikast-Brande qu'elle pose ses valises pour le compte du club FC Midtjylland Håndbold pour remplacer Line Jørgensen partie en Roumanie au CSM Bucarest. Finaliste du championnat du Danemark en 2019, elle est également élue, pour la deuxième fois, meilleure arrière droite du championnat du Danemark.
Pour la saison 2019-2020, elle s'engage avec le club français de Metz Handball pour deux saisons.

### Carrière internationale
À l'âge de 19 ans, elle dispute sa première compétition internationale avec le Danemark, lors du championnat du monde 2011 au Brésil. Elle participe à tous les matchs et inscrit 24 buts durant la compétition. L'équipe atteint les demi-finales mais échoue finalement au pied du podium avec une quatrième place et une défaite contre l'Espagne lors du match pour la troisième place.
En 2012, elle participe aux Jeux olympiques de Londres que le Danemark termine à la neuvième place. La même année, l'équipe échoue non loin du podium avec une cinquième place lors du championnat d'Europe 2012 en Serbie. Elle termine néanmoins parmi les meilleures marqueuses de la compétition avec 31 buts en 7 matchs.
Lors du championnat du monde 2013 en Serbie, elle remporte sa première médaille dans une compétition internationale en décrochant la médaille de bronze, après une victoire contre la Pologne (30-26) lors de la petite finale. Elle participe à tous les matchs et inscrit 25 buts durant la compétition.

## Style de jeu
Louise Burgaard impressionne très tôt au plus haut niveau, en rejoignant la sélection danoise à seulement 19 ans. Elle réalise notamment un bon championnat du monde 2011 qui lui vaut les éloges des autres sélectionneurs, comme Olivier Krumbholz. Évoluant au poste d'arrière, elle est apte à prendre des tirs de loin ou à mi-distance et à mettre ses coéquipières en bonne position, notamment par sa qualité de passe, mais est également très forte en défense selon son entraîneur à Metz, Emmanuel Mayonnade,. Ses adversaires sont également impressionnées par sa puissance, à l'image de Nina Kanto, à la veille de la finale de la coupe EHF 2013. Très méticuleuse, elle s'implique par exemple beaucoup dans la préparation physique ou à l'heure de choisir un nouveau club.

## Palmarès

### En club
compétitions internationales
- vainqueur de la coupe EHF en 2013 (avec Team Tvis Holstebro)
- vainqueur de la coupe des vainqueurs de coupe en 2014 (avec Viborg HK)
- 1er ex aequo du Championnat de France en 2020 (avec Metz Handball)
  - Vice-champion en 2021

compétitions nationales
- championne du Danemark en 2014 (avec Viborg HK)
- finaliste du championnat danois en 2013 (avec Viborg HK) et 2016 (avec Herning-Ikast Håndbold)
- troisième du championnat danois en 2017 (avec Herning-Ikast Håndbold)
- vainqueur de la coupe du Danemark en 2013 (avec Viborg HK)  et 2015 (avec Herning-Ikast Håndbold)
- finaliste de la coupe du Danemark en 2016 (avec Herning-Ikast Håndbold)

### En sélection
Jeux olympiques
- 9e place aux Jeux olympiques de 2012 à Londres

championnats du monde
- troisième du championnat du monde 2021
- 6e place du championnat du monde 2017
- 6e place du championnat du monde 2015
- troisième du championnat du monde 2013[11]
- 4e place du championnat du monde 2011
- 4e place du championnat d'Europe 2020

championnats d'Europe
- 7e place du championnat d'Europe 2014
- 5e place du championnat d'Europe 2012

autres
- vainqueur du championnat d'Europe junior en 2011[17]
- 6e place du championnat du monde jeunes en 2010[18]

### Distinctions individuelles
- élue meilleure arrière droite du championnat du Danemark en 2013[4] et 2019[7]
- élue meilleure arrière droite du championnat d'Europe junior en 2011[19]
- élue meilleure arrière droite au championnat du monde jeunes en 2010[20]